# Oanh họng đỏ
Calliope pectardens là một loài chim trong họ Muscicapidae.